# 阿瑟爾 (愛達荷州)
阿瑟爾（英語：Athol）是一個位於美國愛達荷州庫特內縣的城市。

## 地理
阿瑟爾的座標為47°56′46″N 116°42′26″W / 47.94611°N 116.70722°W，而該地的平均海拔高度為729米（即2392英尺）。

## 人口
根據2020年美國人口普查的數據，阿瑟爾的面積為2.03平方千米，當中陸地面積為2.03平方千米，而水域面積為0.00平方千米。當地共有人口709人，而人口密度為每平方千米349人。